# Chiesa di Santa Margherita (Roncà)
La chiesa di Santa Margherita è la chiesa parrocchiale di Santa Margherita, frazione del Comune di Roncà, in provincia di Verona e diocesi di Vicenza; fa parte del Vicariato di San Bonifacio-Montecchia di Crosara, precisamente dell'Unità Pastorale di Roncà, Terrossa, Santa Margherita e Brenton.

## Storia
Località abitata anche da popolazioni di origine tedesca, come testimoniato da alcuni toponimi, il titolo della chiesa, dedicata a Santa Margherita d’Antiochia fa pensare ad una certa antichità, in quanto culto diffuso nel territorio vicentino dai primi tempi della diffusione del Cristianesimo.
Nel 1567 Santa Margherita e Brenton, a causa della peste, avevano visto una notevole diminuzione nel numero degli abitanti, tanto che furono accorpate alla parrocchia di Roncà.
Nel 1782 la chiesa di Santa Margherita in Costalberto, ancora oggi esistente, risulta non officiata e lo stesso nel 1835, segno della discontinuità della presenza di un sacerdote, mantenuto grazie alle elemosine dei fedeli.
Risale al 1937 la decisione dei settantacinque capifamiglia che si dichiararono favorevoli alla costruzione di una nuova chiesa, cosa ribadita l'anno successivo.
Il 12 settembre 1944, dopo varie richieste da parte della popolazione, il Vescovo di Vicenza Carlo Zinato concesse un sacerdote per la cura d’anime, sottoposto all’arciprete di Roncà. Giunse il successivo 19 maggio don Fabiano Dal Cengio come vicario cooperatore, con l’impegno di celebrare la Santa Messa quotidiana e le funzioni nei giorni festivi.
Nel 1950 don Fabiano divenne rettore di Santa Margherita, mentre il 12 settembre 1964 Santa Margherita ritornava ad essere parrocchia.
Nel frattempo, il 20 luglio 1946 fu benedetta la prima pietra della nuova chiesa e inaugurata la nuova canonica in località Gualive, entrambi progetti dell’ingegnere Ottaviano Vignati di Arzignano. Per la prima volta un Vescovo di Vicenza, mons. Zinato, fu presente a Santa Margherita, che, per l'occasione, amministrò la Cresima a quaranta ragazzi.
Il progetto di Vignati fu rivisto e la prima costruzione di ventiquattro per dodici metri diventò la cripta e la base per una nuova costruzione, progettata dagli architetti Giorgio Solero e Bonfiglio Rigobello.
Sempre in quel periodo ci fu il tentativo di dotarsi di un cimitero, evitando i sei chilometri verso quello di Roncà. Fu individuato un luogo, il monte Milan, nel 1954 e la maggiore benefattrice della parrocchia, Luigia Costi detta la Bigetta, fece promettere al sacerdote che il suo corpo sarebbe stato sepolto nel terreno del futuro cimitero. Alla sua morte, sempre nel 1954, dovettero intervenire i Carabinieri di Roncà, ordinando che la salma fosse portata nel camposanto del capoluogo comunale.
La nuova chiesa fu terminata nel 1972 e collaudata nel 1973; il Vescovo Arnoldo Onisto la benedì l’8 settembre 1975.
In questo edificio, il 12 aprile 1989, fu sepolto, in un sepolcro disegnato dal geometra Domenico Marcazzan, don Fabiano Dal Cengio, morto il 14 aprile 1988

## Campanile e campane

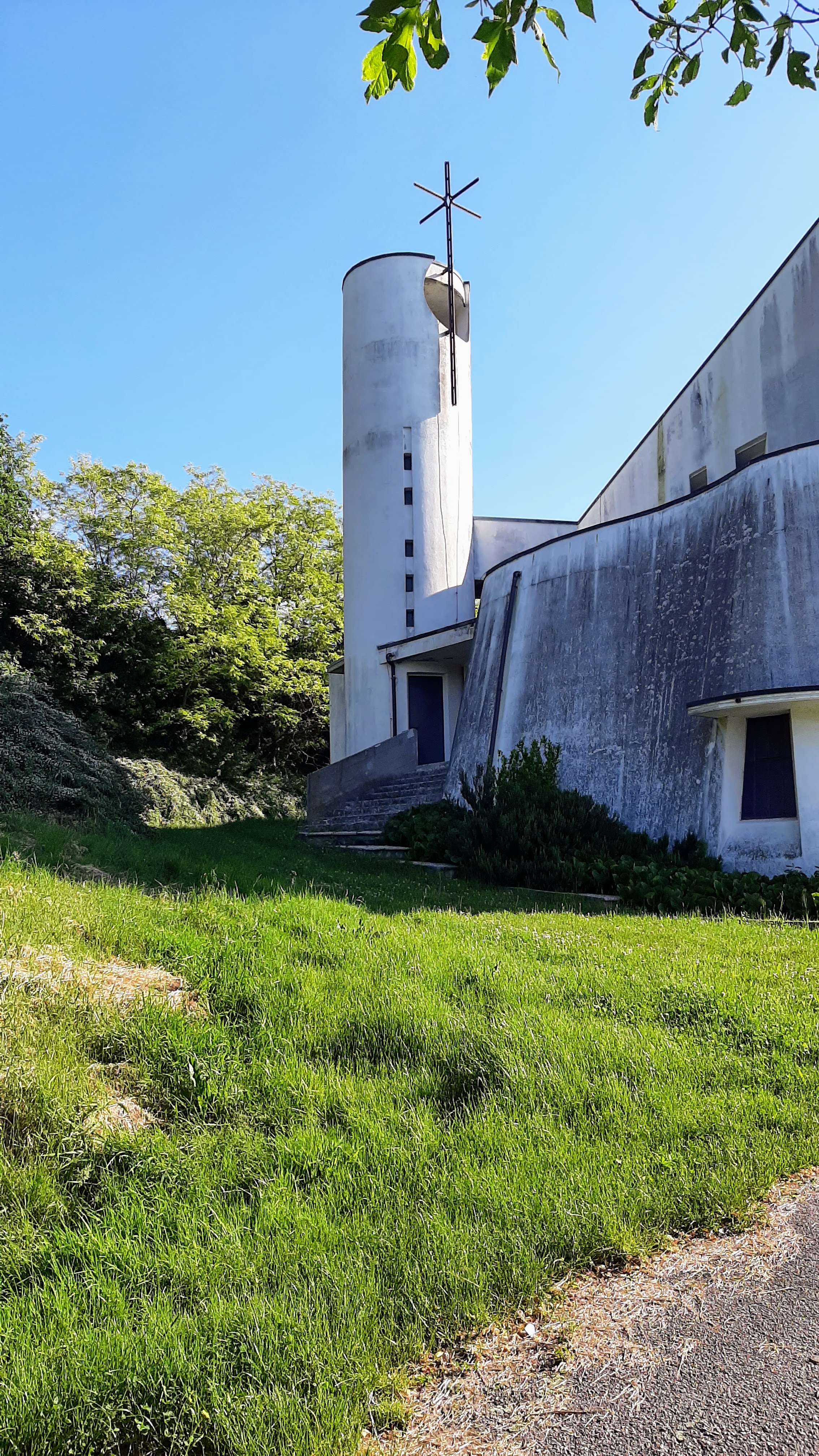
Il campanile.

La struttura comprende un campanile di base cilindrica con grande croce metallica.
Il concerto campanario oggi collocato nella torre risulta composto da 6 campane in RE4 montate alla veronese e suonabili a doppio sistema (manualmente e automaticamente).

Questi i dati del concerto:
1 – RE4 - diametro 675 mm - peso 191 kg - Fusa nel 2013 da Grassmayr di Innsbruck
2 – MI4 - diametro 603 mm - peso 136 kg - Fusa nel 2013 da Grassmayr di Innsbruck
3 – FA#4 – diametro 538 mm - peso 99 kg - Fusa nel 2013 da Grassmayr di Innsbruck
4 – SOL4 – diametro 508 mm - peso 82 kg - Fusa nel 2013 da Grassmayr di Innsbruck
5 – LA4 – diametro 450 mm - peso 57 kg - Fusa nel 2013 da Grassmayr di Innsbruck
6 – SI4 – diametro 404 mm - peso 40 kg - Fusa nel 2013 da Grassmayr di Innsbruck .
L’attuale concerto sostituisce il precedente, composto da quattro campane montate a slancio ed elettrificate. Questi i dati:
1 – RE4 - diametro 617 mm - peso 150 kg - Fusa nel XIV secolo
2 – MI4 - diametro 550 mm - peso 95 kg - Fusa nel 1894 da Colbachini di Bassano del Grappa
3 – SOL4 – diametro 530 mm - peso 90 kg - Fusa nel 1689 da De Maria di Vicenza
4 – LA4 – diametro 455 mm - peso 57 kg - Fusa nel 1689 da De Maria di Vicenza.